# Manassès II de Rethel
Manassès II, mort un 29 mars entre 1026 et 1048, fut comte de Rethel au début du XIe siècle. Il était probablement fils de Manassès Ier, comte de Rethel.

## Biographie
On ne sait que peu de choses sur ce comte, et la documentation est tellement succincte que certains historiens ont considéré qu'il n'y avait eu que deux comtes Manassès au Xe siècle.
Une charte de 1026 nomme son épouse, une certaine Dada. 
D'autre part les Genealogiciæ Scriptoris Fusniacensis nomment une Iveta ou Iuette (autre forme de Judith) mariée à un Manassès, comte de Rethel et sœur du comte Ebles Ier de Roucy, de Liétaud, comte de Marle, et d'Eudes, comte de Rumigny. Cette Ivette a d'abord été identifiée à Judith, femme de Manassès III, mais l'étude chronologique en montre la difficulté : Baudouin du Bourg, né vers 1075, est fils d'Hugues Ier de Rethel, né vers 1040-1045, fils de Manassès III et de Judith, née vers 1010-1020. Or le père d'Ebles de Roucy, quel qu'il soit est mort avant l'an mil, quand Ebles devient comte de Roucy. Aussi est il proposé de nos jours qu'Ivette soit l'épouse de Manassès II et non de Manassès III.
La question suivante est de savoir si Dada et Judith de Roucy sont une même personne. La réponse est probablement affirmative. Dada peut passer pour une autre forme de Judith, et elle a pour parent proche un comte Eudes, alors que Judith de Roucy a parmi ses frères le comte Eudes de Rumigny. 
De cette union seraient nés :
- de manière probable Manassès III († 1081), comte de Rethel ;
- et de manière très hypothétique Doda, mariée à Godefroy II, duc de Basse-Lotharingie[6].